# Kongamato Saxum
Il Kongamato Saxum è una struttura geologica sulla superficie dell'asteroide 101955 Bennu.